# Lok-Sabha-Wahlkreis Yadgir
Der Lok-Sabha-Wahlkreis Yadgir war 1951 ein Wahlkreis bei den Wahlen zur Lok Sabha, dem Unterhaus des indischen Parlaments. Er lag im damaligen Bundesstaat Hyderabad und umfasste ein Gebiet um die Stadt Yadgir. Sein Nachfolger war ab der Lok-Sabha-Wahl 1957 der Wahlkreis Raichur.

## Abgeordnete
| Wahl | Name                 | Partei | Stimmen              |
| ---- | -------------------- | ------ | -------------------- |
| 1951 | Krishna Charya Joshi | INC    | ohne Gegenkandidaten |